# Al Capp
Al Capp é o pseudônimo por que ficou conhecido o cartunista, escritor e conferencista norte-americano Alfred Gerald Chaplin (28 de setembro de 1909 - 1979), criador de Ferdinando e da Família Buscapé, alguns dos seus mais importantes personagens de histórias em quadrinhos.

## Vida
Nasceu em Connecticut, nos EUA. Ainda pequeno, perdeu uma das pernas ao ser atropelado por um bonde. Gostava de desenhar desde criança e começou a fazer quadrinhos na adolescência.
Em 1934, cria Ferdinando (Li'l Abner, gíria de little Abner, ou pequeno Abner, em inglês) e a Família Buscapé, uma sátira ao mundo e às famílias dos interior dos Estados Unidos: a mãe, Xulipa Buscapé, é uma mulher forte e dominadora, o pai um frouxo, e o cachorro é substituído por uma porquinha, Salomé. Em 1957, a história foi adaptada para um musical da Broadway e, depois, ganhou uma versão cinematográfica. Durante o macarthismo lançou Shmoo, personagem-símbolo do socialismo.
Já famoso, durante a II Guerra Mundial (1939-1945) fez espetáculos humorísticos em hospitais para soldados feridos no conflito. O uso que Al Capp fez da língua foi tão revolucionário que o escritor John Steinbeck o indicou para o Prêmio Nobel de Literatura.